# Clinton (Missouri)
Clinton è un comune degli Stati Uniti d'America, situato nello Stato del Missouri, nella contea di Henry, della quale è il capoluogo.

## Storia
Il centro abitato fu fondato nel 1836. La città prende il nome dal Governatore di New York DeWitt Clinton, un importante sostenitore del Canale Erie. Un ufficio postale chiamato Clinton è in funzione dal 1850. La ferrovia raggiunse Clinton nel 1870, anno in cui il censimento registrò una popolazione di 840 abitanti.
Clinton fu incorporata come la tipologia di città meno popolata nel Missouri, una città di quarta classe, nel 1878. Tutti gli elettori tranne uno votarono a favore dell'incorporazione. Il residente Banton G. Boone, un democratico, fu speaker della Camera dei rappresentanti del Missouri (1875-1877), e Procuratore generale del Missouri (1885-1889).
Acqua potabile, elettricità e strade in macadam furono introdotti negli anni '80 del XIX secolo, e un sistema telefonico negli anni '90.
Nel 1905, Clinton e il resto della contea di Henry tennero due voti separati sulla proibizione dell'alcol. Il voto di Clinton fu contrario alla proibizione, mentre il resto della contea votò a favore, creando due regimi legali separati. Nel 1909, un altro voto locale simile a Clinton diede lo stesso risultato, contrario alla proibizione.
La piazza della città, il punto focale del Clinton Square Historic District, è stata soggetta a vari disastri. Nel 1876, un incendio (si crede doloso) distrusse numerosi edifici della piazza. Il 26 giugno 2006, un edificio crollò mentre si stava svolgendo una riunione della Loggia Elks, causando la morte del leader della Loggia, Tony Komer. Nove persone furono estratte dalle macerie, mentre il resto riuscì ad uscire da solo. Nella parata dei Giorni dell'Olde Glory, che si è svolta meno di una settimana dopo l'incidente, Komer è stato commemorato e i membri della Loggia Elks provenienti da molte parti del Missouri occidentale hanno marciato per mostrare la loro solidarietà alla Loggia di Clinton.
Oltre all'intero distretto storico, l'Anheuser-Busch Brewing Association Building, la William F. and Julia Crome House, la Judge Jerubial Gideon Dorman House, la Gustave C. Haysler House, e la C.C. Williams House sono elencati nel National Register of Historic Places.